# François de Chennevières
Pour les articles homonymes, voir Chennevières.
François de Chennevières, né le 22 novembre 1699 à La Rochefoucauld et mort le 13 novembre 1779 à Paris, est un poète et librettiste français.
Chennevières est l’auteur, entre autres ouvrages, du recueil de poésies, les Loisirs de M. de C*** (La Haye, Neaulme, 1764 2 vol. in-18). On lui doit également Célime, ou le Temple de l'indifférence détruit par l'amour, ballet en un acte représenté par l’Académie royale de musique le 28 septembre 1756 (Paris, aux dépens de l'Académie, Vve Delormel et fils, 1756). Il a aussi laissé des Détails militaires dont la connoissance est nécessaire à tous les officiers et principalement aux commissaires des guerres (Paris, P.-J. Mariette, 1742, 2 vol. in-12).
Son portrait a été gravé par Étienne Ficquet et les lettres que lui adressait Voltaire, à qui il était lié ainsi que Moncrif, Fontenelle, Marmontel et Gentil-Bernard, ont été recueillies dans les éditions Beuchot et Moland.

## Source
- Hippolyte Fournier, Mémoires de Mme Du Hausset, Paris, Flammarion, 1891, p. 32.